# (63) Ausonie
(63) Ausonie (nom international Ausonia) est un astéroïde de la ceinture principale découvert par Annibale De Gasparis le 10 février 1861 depuis l'observatoire astronomique de Capodimonte, à Naples.
D'après sa courbe de lumière, il est possible qu'il possède une petite lune, mais celle-ci n'a pas été confirmée à ce jour.

## Nom
Son nom initial était « Italie » (Italia) mais il a été remplacé par « Ausonia », un ancien nom classique pour la région italienne.

## Compléments